# 도요사토촌 (미에현)
도요사토촌(豊里村)은 미에현 와타라이군에 설치되었던 정이다.

## 역사
- 1957년 1월 15일 - 아게군 오사토촌 다카노촌이 신설 합병해 도요사토촌이 성립하였다.
- 1973년 2월 1일 - 쓰시에 편입되었다. 동일 도요사토촌은 폐지되었다.

## 지명
- 구보타 (窪田)
- 가와키타 (川北)
- 오노다 (小野田)
- 다카노 (高野尾) 
  - 니데 (新出)
  - 호시 (星)
  - 나카마치 (中町)
- 노다 (野田)
- 무쓰아이 (睦合)
- 야마무로 (山室)
- 야마다이 (山田井)

## 교통

### 철도
- 일본국유철도
  - 기세이 본선